# Karl Polanji
Karl Paul Polanji (/poʊˈlænji/; mađ. Polányi Károly; 25. oktobar 1886 – 23. april 1964) bio je austrougarski ekonomski istoričar, ekonomski antropolog, ekonomski sociolog, politički ekonomista, istorijski sociolog i socijalni filozof. On je poznat po svojoj opoziciji tradicionalnoj ekonomskoj misli i po njegovoj knjizi Velika transformacija, koja tvrdi da pojava tržišnih društava u savremenoj Evropi nije bila neizbežna, već istorijski kontingentna. Polanji se danas pamti kao pokretač supstantizma, kulturnog pristupa ekonomiji, koji naglašava način na koji su ekonomije ugrađene u društvo i kulturu. Ovo gledište je u suprotnosti sa prevladavajućom ekonomijom, ali je popularno u antropologiji, ekonomskoj istoriji, ekonomskoj sociologiji i političkim naukama.
Polanjijev pristup drevnim ekonomijama primenjen je na različite slučajeve, poput pretkolumbijske Amerike i drevne Mesopotamije, mada je korisnost tog pristupa u proučavanju drevnih društava generalno osporavana. Polanijeva Velika transformacija postala je model za istorijsku sociologiju. Njegove teorije su na kraju postale temelj pokreta za ekonomsku demokratiju. Njegova ćerka, kanadski ekonomista Kari Polanji Levit (rođena 1923. u Beču, Austrija), koja je sturirala pod Fridrihom Hajekom na Londonskoj školi ekonomije, profesor je ekonomije je na Univerzitetu Makgil u Montrealu.

## Rani život
Polanii je rođen u jevrejskoj porodici. Njegov mlađi brat je bio Mihael Polanji, filozof, a njegova nećaka je Eva Zeisel, keramičar svetskog glasa. On je rođen je u Beču, tadašnjoj prestonici Austrougarske imperije. Njegov otac, Mihali Polaček, bio je železnički preduzetnik. Mihali nikada nije promenio ime Polaček, i sahranjen je na jevrejskom groblju u Budimpešti. Mihali je umro u januaru 1905, što je bio emocionalni šok za Karla, i on je tokom svog života obeležavao godišnjicu Mihalijeve smrti.  Majka Karla i Majkla Polanija bila je Sesilija Vol. Promenu imena u Polanji (ne von Polanji) izvršili su Karl i njegova braća i sestre. Polanji je bio dobro obrazovan uprkos usponima i padovima bogatstva svog oca, i uronio je sebe u aktivnu intelektualnu i umetničku scenu Budimpešte.

## Rana karijera
Polanji je osnovao radikalni i uticajni Galileov krug dok je bio na Univerzitetu u Budimpešti, klub koji je imao dalekosežne efekte na mađarsku intelektualnu misao. Tokom ovog perioda, on je bio aktivno angažovan sa drugim značajnim misliocima, kao što su Đerđ Lukač, Oskar Jasi i Karl Manhajm. Polanji je diplomirao na Univerzitetu u Budimpešti 1912. sa doktoratom prava. Godine 1914, pomogao je u osnivanju Narodne građanske radikalne stranke Mađarske i bio je njen sekretar.
Polanji je bio konjički oficir Austrougarske armije u Prvom svetskom ratu, u aktivnoj službi na Ruskom frontu i hospitalizovan u Budimpešti. Polanji je podržavao republikansku vladu Mihalja Karolja i njen socijaldemokratski režim. Međutim, republika je bila kratkog veka, a kada je Bela Kun srušio Karoljijevu vladu da bi stvorio Mađarsku sovjetsku republiku, Polanji je otišao u Beč.

## Beč
Od 1924. do 1933. bio je zaposlen kao viši urednik prestižnog časopisa Der Österreichische Volkswirt (Austrijski Ekonomista). U to vreme je prvi put počeo da kritikuje austrijsku školu ekonomista, za koju je smatrao da stvara apstraktne modele koji gube iz vida organsku, međusobno povezanu realnost ekonomskih procesa. Sam Polanji je bio privučen fabijanizmom i delima G. D. H. Kolea. Takođe tokom ovog perioda Polanji se zainteresovao za hrišćanski socijalizam.
Oženio se komunističkom revolucionarkom Ilonom Dučinjskom, poljsko-mađarskog porekla. Njihova ćerka Kari Polanji Levit nastavila je porodičnu tradiciju ekonomskih akademskih istraživanja.

## London
Od Polanjija je zatraženo da podnese ostavku iz Der Oesterreichische Volkswirt jer liberalni izdavač časopisa nije mogao da zadrži istaknutog socijalistu nakon stupanja Hitlera na funkciju u januaru 1933. i suspenzije austrijskog parlamenta usled sve veće plime klerofašizma u Austriji. Otišao je u London 1933. godine, gde je zarađivao za život kao novinar i tutor i dobio mesto predavača u Radničkom obrazovnom udruženju 1936. Njegove beleške sa predavanja su sadržale istraživanje za ono što je kasnije postalo Velika transformacija. Međutim, nije počeo da piše ovo delo sve do 1940. godine, kada se preselio u Vermont da bi preuzeo poziciju na Benington koledžu. Knjiga je objavljena 1944, uz veliko priznanje. U njoj je Polanji opisao proces zemljišne reforme u Engleskoj i stvaranje savremenog ekonomskog sistema početkom 19. veka.

## Sjedinjene Države i Kanada
Polanji se pridružio osoblju Benington koledža 1940. godine, držeći seriju od pet pravovremenih predavanja o „Sadašnjem dobu transformacije“. Predavanja „Prolazak 19. veka“, „Trend ka integrisanom društvu“, „Slom međunarodnog sistema“, „Da li je Amerika izuzetak“ i „Marksizam i unutrašnja istorija ruske revolucije“ odvijala se tokom ranih faza Drugog svetskog rata. Polanji je učestvovao u Beningtonskoj seriji predavanja o humanizmu (1941) i seriji predavanja na Benington koledžu (1943) gde je njegova tema bila „Žan Žak Ruso: Da li je moguće slobodno društvo?”

## Radovi
- "Socialist Accounting" (1922)
- The Great Transformation (1944)
- "Universal Capitalism or Regional Planning?," The London Quarterly of World Affairs, vol. 10 (3) (1945).
- Trade and Markets in the Early Empires (1957, edited and with contributions by others)
- Dahomey and the Slave Trade (1966)
- George Dalton (ed), Primitive, Archaic, and Modern Economics: Essays of Karl Polanyi (New York: Doubleday & Company, 1968); collected essays and selections from his work.
- Harry W. Pearson (ed.), The Livelihood of Man (Academic Press, 1977).
- Karl Polanyi (2014). For a New West: Essays, 1919–1958. Polity Press. ISBN 978-0745684444.

## Literatura
- McRobbie, Kenneth, ур. (1994), Humanity, Society and Commitment: On Karl Polanyi, Black Rose Books Ltd., ISBN 1-895431-84-0
- McRobbie, Kenneth; Polanyi-Levitt, Kari, ур. (2000), Karl Polanyi in Vienna: The Contemporary Significance of The Great Transformation, Black Rose Books Ltd., ISBN 1-55164-142-9
- Mendell, Marguerite; Salée, Daniel (1991), The Legacy of Karl Polanyi: Market, State, and Society at the End of the Twentieth Century, St. Martins Press, ISBN 0-312-04783-5
- Polanyi-Levitt, Kari, ур. (1990), The Life and Work of Karl Polanyi: A Celebration, Black Rose Books Ltd., ISBN 0-921689-80-2
- Stanfield, J. Ron (1986), The Economic Thought of Karl Polanyi: Lives and Livelihood, Macmillan, ISBN 0-333-39629-4
- Dale, Gareth (2010), Karl Polanyi: The Limits of the Market, Polity, ISBN 978-0-7456-4072-3
- Robert Kuttner, "The Man from Red Vienna" (review of Gareth Dale, Karl Polanyi:  A Life on the Left, Columbia University Press, 381 pp.), The New York Review of Books, vol. LXIV, no. 20 (21 December 2017), pp. 55–57.  "In sum, Polanyi got some details wrong, but he got the big picture right.  Democracy cannot survive an excessively free market; and containing the market is the task of politics.  To ignore that is to court fascism.  (Robert Kuttner, p. 57.)

## Spoljašnje veze
- Karl Polanji на сајту Internet Archive (језик: енглески)